# Campanile di San Valerio
Il campanile di San Valerio, o torre di San Valerio, è una torre campanaria situata nel comune trentino di Cavalese; è l'unico elemento superstite  dell'antica chiesa di San Valerio, risalente al XII secolo.

## Storia

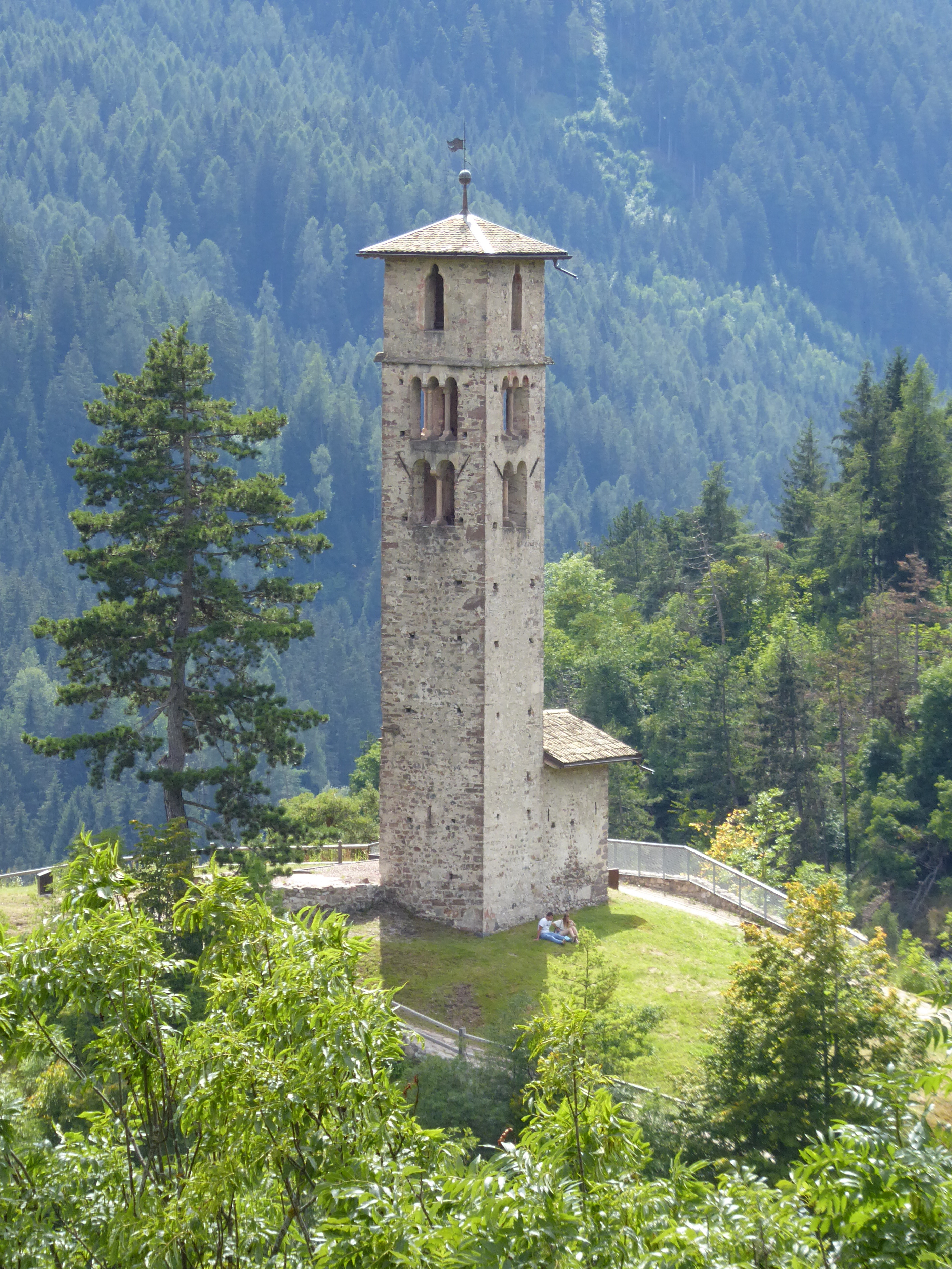
Il campanile visto dal parco della pieve

Il dosso dove sorge il campanile venne colonizzato stabilmente a partire dall'epoca romana, anche se la sua frequentazione è documentata già dall'età del ferro; in epoca medievale, sulle rovine dell'insediamento romano sorse il paese di Cadrubio, che fu il primo nucleo abitato di quella che sarebbe diventata Cavalese, nonché un castello dei conti di Appiano (tenuto dagli Enn-Kardiff), distrutto nel 1158. La chiesa, che andò ad affiancare una preesistente necropoli, venne costruita in questo periodo, dedicata ai santi Valerio, Clemente e Apollonia e consacrata dal principe vescovo di Trento Adelpreto II nell'ottobre del 1162; l'intitolazione a san Valerio è dovuta presumibilmente alla presenza dei Franchi in val di Fiemme, che erano particolarmente devoti a tale figura.
Il colle ha carattere estremamente franoso, il che portò all'abbandono del paese di Cadrubio, ora scomparso. Anche la chiesa risentì di tale problema: nel 1767 vi furono dei tentativi di consolidare la navata, ma la sicurezza dell'edificio continuò a peggiorare, e venne quindi chiuso vent'anni dopo; un affresco raffigurante il santo titolare venne staccato e portato nella chiesa di San Sebastiano di Cavalese, che nel 1796 ricevette anche tutte le sostanze della chiesa di San Valerio (nonché quelle della cappella di San Leonardo, anch'essa scomparsa). La chiesa di San Valerio andò in rovina verso la fine dell'Ottocento; nello stesso secolo venne costruito il piccolo edificio che affianca il campanile. La struttura è stata restaurata nel 2019.

## Descrizione

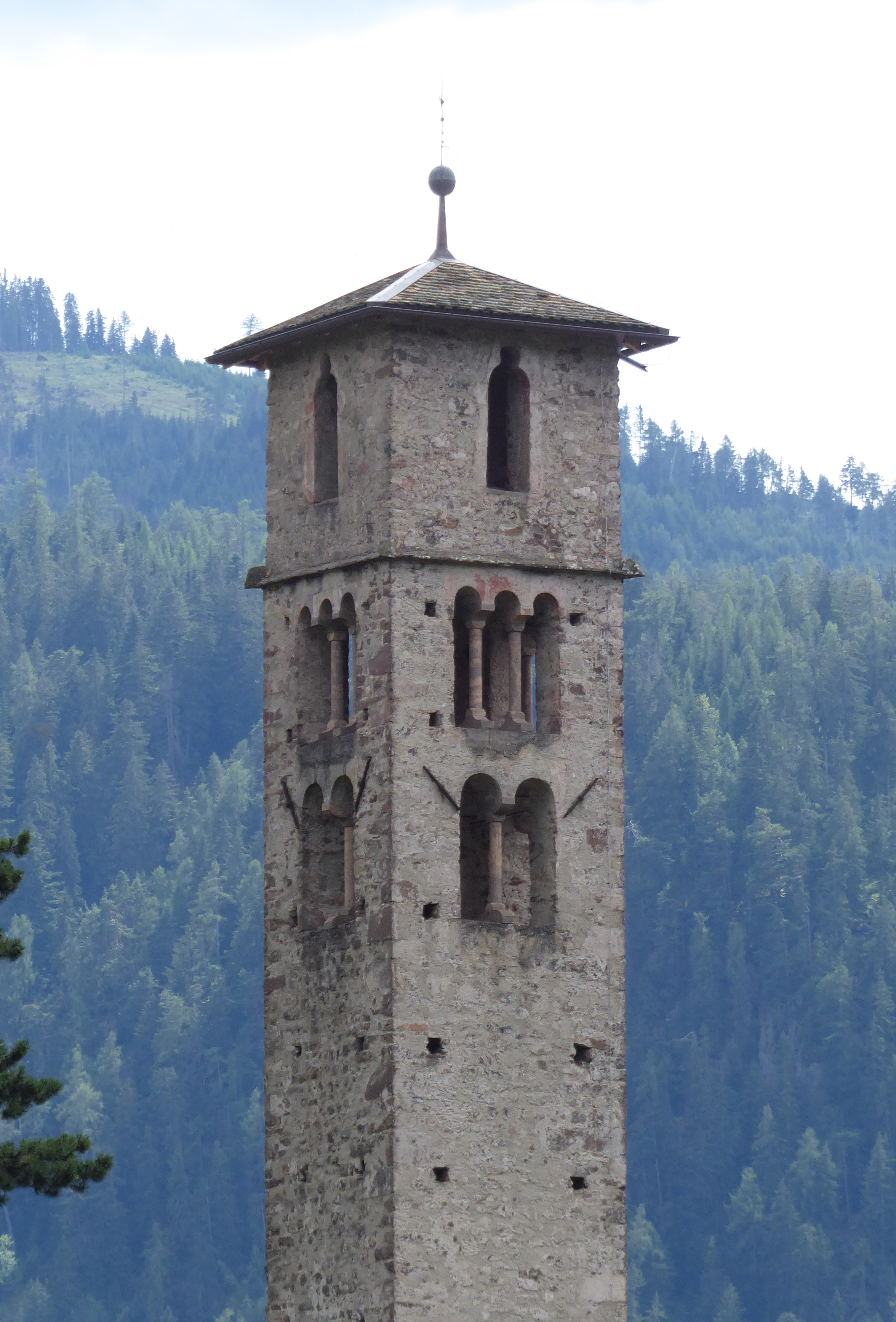
Sommità del campanile

Il campanile sorge su un dosso nella parte bassa del comune di Cavalese, a poca distanza dal parco della pieve di Santa Maria Assunta. È una struttura romanica, con cella campanaria aperta da un doppio ordine di bifore e trifore; la parte sommitale ha un ulteriore ordine di monofore trilobate, e un basso tetto a quattro spioventi.
La chiesa, anch'essa in stile romanico, era dotata di un'unica navata, conclusa da un'abside semicircolare e con il campanile appoggiato al lato settentrionale; si possono ancora notare i resti del basamento di un altare nella zona del presbiterio, ed è stata ipotizzata la collocazione del fonte battesimale in corrispondenza di un avvallamento sul fianco meridionale. Sulle pareti del campanile, che fino alla metà del Novecento risultava intonacato e decorato con finti capitelli, si possono ancora notare la morfologia del tetto e dell'aula della chiesa.